# Бернарвиле
Бернарвиле (фр. Bernardvillé) насеље је и општина у источној Француској у региону Алзас, у департману Доња Рајна која припада префектури Селестат Ерштајн.
По подацима из 2011. године у општини је живело 218 становника, а густина насељености је износила 78,99 становника/km². Општина се простире на површини од 2,76 km². Налази се на средњој надморској висини од 340 метара (максималној 560 m, а минималној 247 m).

## Демографија
| 1962. | 1968. | 1975. | 1982. | 1990. | 1999. | 2011. |
| ----- | ----- | ----- | ----- | ----- | ----- | ----- |
| 191   | 194   | 188   | 146   | 187   | 199   | 218   |

График промене броја становника у току последњих година